# Balistes
Balistes là một chi cá bò trong họ Cá nóc gai.

## Các loài
Chi này gồm các loài sau: 
- Balistes capriscus J. F. Gmelin, 1789 (cá bò xám)
- Balistes ellioti Day, 1889
- Balistes polylepis Steindachner, 1876 (cá bò vảy mịn)
- Balistes punctatus J. F. Gmelin, 1789 (cá bò đốm lam)
- Balistes rotundatus Marion de Procé, 1822
- Balistes vetula Linnaeus, 1758 (cá bò nữ hoàng)
- Balistes willughbeii Lay & Bennett, 1839